# Aegilotriticum erebunii
Aegilotriticum erebunii är en gräsart som först beskrevs av P.A. Gandilyan, och fick sitt nu gällande namn av Van Slageren. Aegilotriticum erebunii ingår i släktet Aegilotriticum och familjen gräs. Inga underarter finns listade i Catalogue of Life.